# 滝澤卓
滝澤 卓（たきざわ すぐる、男性、1987年2月20日 - ）は、日本の元プロボクサー。愛知県安城市生まれ、チャンピオンにはなれなかったが、日本ライトフライ級1位、OPBF東洋太平洋同級1位を経験した。安城農林高校卒業。タキザワボクシングジム所属。タキザワメンテナンスを創業し、消防設備士としても活躍中。

## 来歴
父親である滝澤一タキザワジム会長のもとで小学3年生からボクシングを始める。高校3年時にインターハイ3位となった。
2004年11月28日、刈谷市産業振興センターでプロデビュー戦に4R判定勝ちを収め、以後9連勝となった。
2006年12月3日 プロ10戦目で久田恭裕と対戦し、10R判定負けで初黒星を喫した。
2007年4月1日、名古屋国際会議場での再起戦となった木戸俊彦戦に6R判定勝ち。
2007年7月1日、タイミニマム級6位ジャムパートン・ポンソンクラームに2RKO勝ちし、日本同級12位にランクイン。
2007年12月2日、OPBF東洋太平洋ミニマム級9位のチャンサクノイ・サクルンルアンに2RKO勝ちでOPBF東洋太平洋ライトフライ級14位にランクイン。
2008年8月、日本ミニマム級7位からライトフライ級に転級表明。
2009年3月29日、自身初の後楽園ホールで松信俊一（大橋）に3RTKO勝ちを収め、4試合連続KO勝利となった。
2009年7月2日、日本タイトル挑戦権獲得トーナメントライトフライ級準決勝で日本同級6位として1位の山中力（帝拳）と対戦する予定だったが、山中の棄権により決勝進出となった。10月11日に行われた決勝戦では4位として3位の須田拓弥（沼田）と対戦し、2-0（77-75、77-75、76-76）の判定勝利で日本同級王座への挑戦権を獲得した。
2010年2月21日、松下IMPホールで宮崎亮の持つ日本ライトフライ級王座に同1位として挑戦。初回からダウン応酬の展開となり、3Rに偶然のバッティングで左目上をカット、この出血により4R0分55秒負傷引き分けに終わり、王座獲得はならなかった。同年6月18日、49.5kg契約8回戦で日本ライトフライ級1位として同6位の黒田雅之（川崎新田）と対戦し、0-3の判定負けを喫した。
2010年10月20日、右目の網膜剥離が発覚し、試合がキャンセルされ引退を表明。11月28日、正式に引退。 引退後は、タキザワジムでトレーナーとして勤めている。

## 戦績
- アマチュアボクシング：13戦8勝 (5KO・RSC) 5敗
- プロボクシング：22戦19勝 (8KO) 2敗1分